# NGC 1832
NGC 1832 é uma galáxia espiral barrada (SBbc) localizada na direcção da constelação de Lepus. Possui uma declinação de -15° 41' 20" e uma ascensão recta de 5 horas, 12 minutos e 03,0 segundos.
A galáxia NGC 1832 foi descoberta em 4 de Fevereiro de 1785 por William Herschel.